# アースマラソン
アースマラソン（英語：EARTH MARATHON）は、吉本興業に所属するお笑いタレントの間寛平が芸能活動を休止して、マラソンとヨットで地球を一周したプロジェクト。

## 概要
2008年12月17日に大阪府大阪市のなんばグランド花月をスタートして、千葉県鴨川市からヨット で太平洋を横断。その後、アメリカ合衆国 - 大西洋 - ヨーロッパ - 中央アジア - 中華人民共和国を経て、ゴールの大阪城音楽堂（最終ゴールは出発地と同じなんばグランド花月）を目指す。移動距離は陸上2万km、海上1万6000kmの、計3万6000kmに及ぶ。
アメリカでは、ロサンゼルス、シカゴ を通過し、ニューヨークを目指す。ニューヨーク - ル・アーヴル間の大西洋をヨットで横断。ヨーロッパでは、当初予定のスペインのマドリードを通過せずにフランスに上陸し、デンマークのコペンハーゲンを目指す。そして、2009年10月2日にコペンハーゲンで行われるIOC総会の2016年夏季オリンピック・パラリンピックの開催都市発表の瞬間に立ち会った。寛平は、2016年の東京オリンピック・パラリンピック招致大使に任命されていた。
寛平の日々の記録映像は公式サイトに掲載され、そのVTRはテレビ番組や動画サイトなどにも提供される。また、動画の著作権は、非営利目的ならコピー・流布が自由な「クリエイティブ・コモンズ（CC）ライセンス」が採用され、個人がブログなどで自由に利用できるようになる。日本テレビ系列のニュース番組や情報番組を中心に現地からの生中継も行っており、福留功男や羽鳥慎一などが司会・ナビゲーターを務める特別番組でも放送・報告されている。
万全のバックアップ体制で臨むものの、寛平は吉本興業が自身に対し生命保険をかけたのに関して「死ぬのを期待されている」と嘆いていた。
実際に通過するコースには荒れた冬の太平洋や治安上の問題がある中東地域、さらに、中国による核実験で核汚染が懸念されているウイグル があり、寛平の生命や健康が心配されていた。
2010年1月4日、立ち寄ったトルコにて寛平が前立腺がんを発症していることが判明。同13日に公表。専門医の判断により続行には問題ないとされ、今後は治療を行いながら本プロジェクトを続けていくことになった。
トルクメニスタン到達後マラソンを一時中断してアメリカで放射線治療を受け、6月18日に再スタートした。

## 経過
以下、「大阪 - 千葉」と「千葉 - ロサンゼルス」・「福岡 - 大阪」については日本時間（JST）による日付・時間表記。その他は現地時間による日付・時間表記。

### マラソン：大阪 - 千葉
- 2008年
  - 12月17日 - 正午過ぎに大阪府大阪市中央区にあるなんばグランド花月にて出発式が行われた。舞台上に笑福亭仁鶴、西川きよし、島田紳助や吉本興業の芸人が集まる中、スターターの明石家さんまのピストルの合図で間は観客席から屋外へ走り抜け、アースマラソンが始まった。なお司会進行は辻本茂雄と未知やすえが担当。この模様は、日本テレビ系列の『おもいッきりイイ!!テレビ』などで中継された。
  - 12月30日 - 北アメリカ大陸への出航地、千葉県鴨川市に到着。

### ヨット：千葉 - ロサンゼルス
経度の目安：千葉（東経140度）、アメリカ・ロサンゼルス（西経118度）。
- 2009年
  - 1月1日 - 北アメリカ大陸へ向け一旦出航したが、海が荒れており、冬型の気圧配置が弱まるのを待つため千葉県南房総市の千倉漁港に寄港。
  - 1月3日 - 改めて、北アメリカ大陸へ向け出航。
  - 1月9日 - 小笠原諸島（父島、北緯27度12分15秒 東経142度14分48秒 / 北緯27.20417度 東経142.24667度）の東方沖約250マイルまで南下し、向きを変えて東進を開始。
  - 1月20日 - ウェーク島（北緯19度17分00秒 東経166度36分00秒 / 北緯19.28333度 東経166.60000度）の北北西方沖約400マイルに到達。
  - 2月2日 - 日付変更線通過。
  - 2月16日 - アメリカ合衆国ハワイ州ホノルル市とほぼ同経度の西経157度を通過。
  - 2月28日 - ロサンゼルスまで残り1000マイルを切る。
  - 3月11日 - 7時11分（現地時間10日、15時11分)、ロサンゼルスに上陸。ロサンゼルスに到着する模様は日本テレビ系列の『ズームイン!!SUPER』で中継され、福留功男が現地リポートを行った。

### マラソン：ロサンゼルス - ニューヨーク
- 2009年
  - 3月13日 - 11時16分（日本時間 3月14日3時16分）、太平洋ヨット横断の到着地である、カリフォルニア州ロサンゼルス郡ロングビーチのヨットハーバーからアメリカ大陸横断マラソンをスタート。
  - 3月23日 - アメリカの歴史的街道であるヒストリック・ルート66沿いの町、カリフォルニア州アムボーイに到達。
  - 3月27日 - US 95を通り、ネバダ州に入る。カリフォルニア、ネバダ、アリゾナ3州の州境の町、ネバダ州ラフリンに到達。
  - 3月28日 - ネバダ州ラフリンからコロラド川にかかる橋を渡り、アリゾナ州に入る。
  - 4月4日 - アリゾナ州パークスから、中継で『オールスター感謝祭'09 超豪華!クイズ決定版』（TBS系）に出演。「赤坂5丁目スーパーミニマラソン」のスターターを務めた。
  - 4月14日 - US 64を通り、ニューメキシコ州に入る。
  - 4月16日 - US 550を通り、コロラド州に入る。
  - 4月20日 - US 160を通り、ロッキー山脈 3,307m地点に到達。同所はアースマラソンで予定されるコースの最高地点である。
  - 5月2日 - US 50を通り、カンザス州に入る。応援ソングを歌う忌野清志郎の訃報を受ける。
  - 5月20日 - US 59を通り、ミズーリ州に入る。
  - 5月27日 - アイオワ州に入る。
  - 5月30日 - US 34沿いに、ミシシッピー川を渡り、イリノイ州に入る。
  - 6月8日 - US 30を通り、インディアナ州に入る。
  - 6月13日 - オハイオ州に入る。
  - 6月22日 - ペンシルベニア州に入る。
  - 7月4日 - ニュージャージー州に入る。
  - 7月8日 - ニューヨーク州に入る。同日18時51分（日本時間 7月9日7時51分）ニューヨーク州ニューヨーク市マンハッタン区ハドソンリバーパーク45ピアにてアメリカでのマラソンが終了。

### ヨット：ニューヨーク - ル・アーヴル
経度の目安：アメリカ・ニューヨーク（西経74度）、フランス・ル・アーヴル（西経0度）。
- 2009年
  - 7月14日 - 11時1分（日本時間 7月15日午前0時1分）ニューヨーク州ノースコーブからヨーロッパへ向け出港。
  - 7月25日 - 0時25分（日本時間 7月26日午前10時25分）第23回2009FNSの日の『笑っていいとも!増刊号SP』でテレフォンショッキングに22年ぶりに出演した紳助に今、大西洋に居ますと報告が入った。
  - 7月28日 - 6時36分（日本時間 7月28日17時36分）アースマラソン中間地点（出発地 大阪の東経135度30分から見て、地球の真裏にあたる西経44度30分）を通過。
  - 7月31日 - 15時25分（日本時間 8月1日2時25分）大西洋の中間線である西経37度線を通過。
  - 8月17日 - 9時26分（日本時間 8月17日16時26分）大西洋を横断し、フランス・ル・アーヴルに到着。

### マラソン・ヨット：ル・アーヴル - コペンハーゲン
- 2009年
  - 8月22日 - 9時（日本時間 8月22日16時）2009年10月2日に2016年オリンピック・パラリンピックの開催都市発表が行われるデンマークのコペンハーゲンを目指し、出発。ユーラシア大陸横断マラソンがスタートした。
  - 8月31日 - フランス・パリの凱旋門に到達。
  - 9月6日 - ベルギーに入国。
  - 9月9日 - オランダに一旦入国。ゴール地点がオランダの中にベルギーの飛び地があり、さらにその中にオランダの飛び地があるという、両国が入り混じった街（バールレ＝ナッサウ）であったため、ベルギーにてゴール。　
  - 9月12日 - ドイツに入国。
  - 9月24日 - 旧東ドイツの港湾都市、ロストックに到着。コペンハーゲンへの陸路は自動車専用道路しかないため、ロストックからヨットでコペンハーゲンがあるシェラン島に向かう。
  - 9月26日 - ロストックを出航。シェラン島の南にあるデンマーク・ファルスター島の港町、ゲッサーに到着。ここから、マラソンでコペンハーゲンを目指す。
  - 9月30日 - コペンハーゲンに到着。ゴール手前で、高橋尚子とロザ・モタが出迎え、一緒にゴールした。

### マラソン・ヨット：コペンハーゲン - トルクメニスタン
- 2009年
  - 10月1日 - 天候[7] とシェンゲン協定[8] の関係から、予定より早めにコペンハーゲンを出発。ロストックに渡るヨットの出航地、クリントン港への行程を進めながら、ゴール後、コペンハーゲンに引き返し、東京オリンピック招致活動に参加した。
  - 10月5日 - クリントン港に到着。ヨットでゲッサーに移動。
  - 10月6日 - ロストックへ出航。海上で再びドイツに入国し、ロストックに到着。
  - 10月9日 - ロストックから青島に向けて出発。
  - 10月22日 - チェコに入国。
  - 10月31日 - スロバキアに入国。
  - 11月5日 - ハンガリーに入国。
  - 11月11日 - セルビアに入国。シェンゲン協定実施圏から脱出した。
  - 11月25日 - サポートカーの窓ガラスが割られ、PC、カメラなどの盗難被害に遭うが、その日のうちに犯人グループが逮捕され、盗難された物のほとんどがそのまま返ってきた(但しバッテリーは返らず)。
  - 11月28日 - ブルガリアに入国。
  - 12月6日 - トルコに入国。
  - 12月14日 - トルコ・イスタンブールのボスポラス海峡を横断し、アジアに入る。
  - 12月31日 - トルコ・アンカラ郊外で陸路10000kmを達成し、ゴール。
- 2010年
  - 1月4日 - トルコ・イスタンブールに戻り、検査を行った結果、前立腺がんを発症していることが判明。
  - 1月13日 - 上記事実が公表される。専門医の判断により、今後は治療を行いながら続行する。
  - 1月15日 - トルコ・アンカラより再スタート。
  - 2月14日 - イランに入国。
  - 2月23日 - イラン映画の撮影がクランクイン。
  - 2月28日 - イラン映画の撮影がクランクアップ。
  - 4月14日 - トルクメニスタンに入国。アースマラソンを一時中断し、アメリカ・カリフォルニア州で前立腺がんの放射線治療を2ヶ月間行うことが発表される。
  - 4月20日 - アイスランド火山噴火の影響で、トルクメニスタンに3日間足止めとなった後、トルクメニスタンを出国。

### 治療中断：カリフォルニア
- 2010年
  - 4月20日 - サンフランシスコに到着[9]。
  - 6月12日 - 放射線治療がほぼ終わったため、6月17日にアメリカを出国すると発表した。
  - 6月17日 - トルクメニスタンへ向け、アメリカを出国。

### マラソン：トルクメニスタン - 青島
- 2010年
  - 6月18日 - トルクメニスタンに到着。
  - 6月19日 - 現地時間午前7時8分、気温35度の中、アースマラソンを再開。
  - 7月4日 - ウズベキスタンに入国。
  - 7月25日 - カザフスタンに入国。
  - 8月9日 - キルギスに不法入国をしてしまい、軍人に銃口を向けられ、拘束される。事情を説明して、解放された。さらにその後、カザフスタンの軍人にも銃口を向けられ、拘束されたが、事情を説明して、解放された。
  - 8月25日 - 中華人民共和国に入国。
  - 12月27日 - 現地時間午後3時45分、青島に到着。ユーラシア大陸横断を達成した。

### ヨット：青島 - 福岡
- 2011年
  - 1月1日 - 現地時間午前7時00分、時愛喜号で青島を出航。
  - 1月4日 - 日本時間午前7時45分、博多港内、西福岡マリーナに到着。2年ぶりの日本への帰国を果たす。同日、MBS毎日放送の正月特番『春一番!笑売繁盛』に福岡からの生中継で出演。同番組司会の西川きよしとトークを交わした。同日午後には大阪に向けてマラソンを再開。

### マラソン：福岡 - 大阪
- 2011年
  - 1月7日 - 関門トンネルの人道を使って、福岡県を抜け山口県に入る。このとき、人道トンネルへのぼりおりする際に通常は通行をしない階段を利用して、自分の足による走破を果たす。[10]
  - 1月21日 - 午後7時45分ごろ大阪市中央区の大阪城音楽堂にゴール。その後再び走り出し、午後8時40分ごろ家族やタレント仲間が待つ出発地のなんばグランド花月に“最終ゴール”した。

## 運営・サポート

### 運営
プロジェクトの運営は吉本興業、日本テレビ、電通の3社による『間寛平アースマラソン製作委員会』で行う。

### 主なサポートスタッフ
肩書は当時のもの。
- 土屋敏男 - 日本テレビ放送網編成局デジタルコンテンツセンターエグゼクティブディレクター、第2日本テレビVOD事業部長。アースマラソンの企画・運営に携わっている。
- 比企啓之 - 当時：よしもとデベロップメンツ代表取締役社長。寛平の元マネージャーでヨットに同乗するパートナー。洋上における動画の撮影、ブログの更新を行っている。
- 坂本雄次 - マラソンコーディネーター。ランナーズ・ウエルネス代表取締役社長。『24時間テレビ』におけるチャリティーマラソンの伴走者としても知られる。マラソン部分の全般についてサポートを行った。
- 馬場正彦 - 気象海洋コンサルタント社長。海洋の気象を予報し、ヨットの進路や方針の決定をサポートしている。
- 海宴隊 - 整備や装備の充実など、ヨットサポートを行っている。

### サポート企業・団体
- TOYOTA
- ニューバランス（ニューバランスジャパン（日本法人））
- アミノバリュー（大塚製薬）
- KDDI
- 伊藤超短波
- 金芽米（トーヨーライス）
- CONTAC（グラクソ・スミスクライン）
- NIPPN（ニップン、日本製粉）
- ヘリーハンセン
- ヤンマー
- スカルプD（アンファー）
- SUUNTO
- OAKLEY
- チケットぴあ（ぴあ株式会社）
- ブルークローバーキャンペーン運営委員会
- 福岡地所（西日本シティ銀行グループ）
- レオパレス21

#### 過去のサポート企業・団体
- 東京オリンピック・パラリンピック招致委員会

## 応援ソング
自身の病気療養のため、2008年7月から公の場の活動をセーブしていた歌手で寛平の友人でもある忌野清志郎が、寛平本人からの依頼により、下記2曲を「応援ソング」として書き下ろした。清志郎自身にとって、およそ2年3か月ぶりの新曲制作であり、歌手活動として生涯最後のレコーディング作品となった。清志郎の訃報をアメリカで受けた寛平は人目をはばからず号泣し、清志郎を偲んだ。
下記2曲はCD発売されておらず、配信限定でリリースされている。
- 「RUN寛平RUN （ランかんぺいラン）」/ 作詞・作曲：忌野清志郎
- 「走れ何処までも （はしれどこまでも）」/ 作詞・作曲：忌野清志郎

## 参考資料
- Googleマップ アースマラソン 大阪 - 千葉
- Googleマップ アースマラソン 千葉 - ロサンゼルス